# Vecchi
Los vecchi —«viejos» o «amos»—, junto con los innamorati («enamorados») y los zanni («criados»), forman los tres grupos o categorías primordiales en el conjunto de personajes tipo de la «comedia del arte». Forman el grupo de los poderosos y burlados. Sus tipos más populares son Pantaleón, Il Dottore  y Tartaglia, y suele incluirse también al Capitán.

## Origen, contexto y tipos
El prototipo del viejo bufón parece emanar del «senex» de la Comedia latina (Plauto y Terencio), el "Papus" de la farsa atelana. Así se ha considerado al "Cassandro" de la variante sienesa de la Comedia. Otros autores consideran descubridor del vejestorio rijoso al comediante y dramaturgo Andrea Calmo, en cuya correspondencia parece encontrarse el diseño del futuro "Pantalone".
En España, fue Stefanello Bottarga, favorito de Lope el árbitro italiano de los Magníficos y los amos en general.

## Principales personajes
A partir del prototipo marcado por "el Magnífico", los vecchi por antonomasia han sido dos, Pantaleón y el Doctor:
- Pantaleón, Pantaleone, Pantalón y, en su origen, "el Magnífico" o "El Bisognosi", el mercader veneciano que combate su vejez con sueños de amor. A veces generoso y comprensivo, otras por el contrario celoso, desconfiado, libidinoso y avaro. Fueron famosas las interpretaciones de Giulio Pasquati de Padua (miembro de la compañía «I Gelosi», Antonio Riccoboni (padre del que llegaría a ser favorito del Rey Sol, Luigi Riccoboni); y ya en el teatro de Goldoni, cómicos como Golinetti, Cesare D'Arbes y Antonio Mattiuzzi "il Collalto", para el que el dramaturgo veneciano escribió I due Pantaloni, donde "Collalto" encarnaba a padre e hijo.[4]

- Il Dottore, que otras veces aparece como Baloardo, Graziano, Spaccastrummolo o Balanzón, doctor en leyes o medicina, según las tramas, es un prototipo del manierismo contemporáneo al nacimiento de la Comedia del Arte.[5] El primer Dottore del que se guarda noticia también formaba parte de «I Gelosi», en la interpretación de Lucio Burchiella.[6]

## Losvecchide Sand
Esta es la representación de algunos de los vecchi del álbum de figurines del romántico francés Maurice Sand.

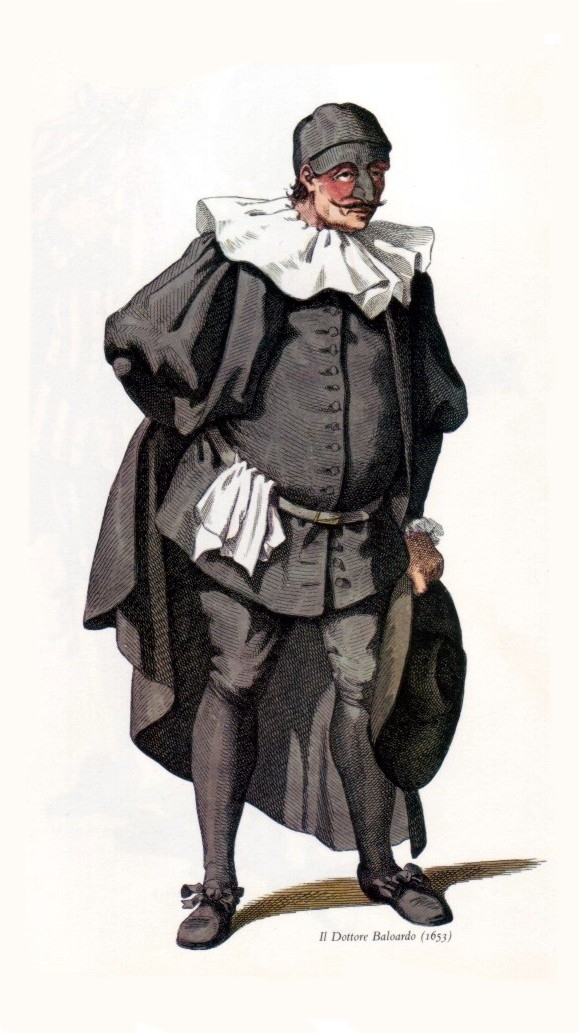
Il Dottore, el médico oriundo de Bolonia.
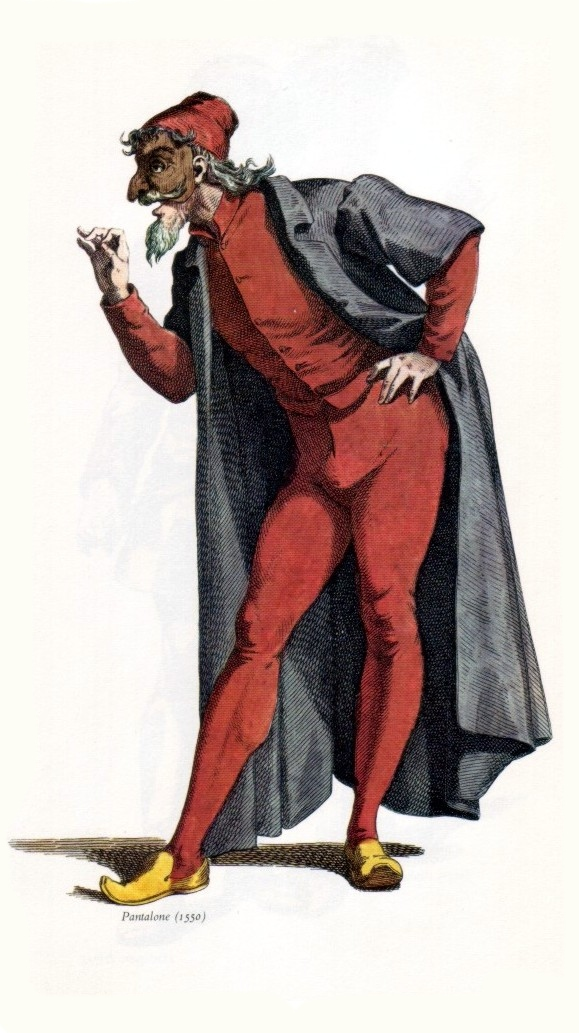
Pantaleón, el avaro mercader veneciano.
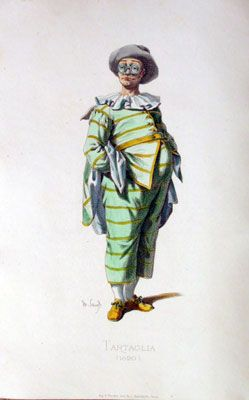
Tartaglia, juez tartamudo en el modelo napolitano.
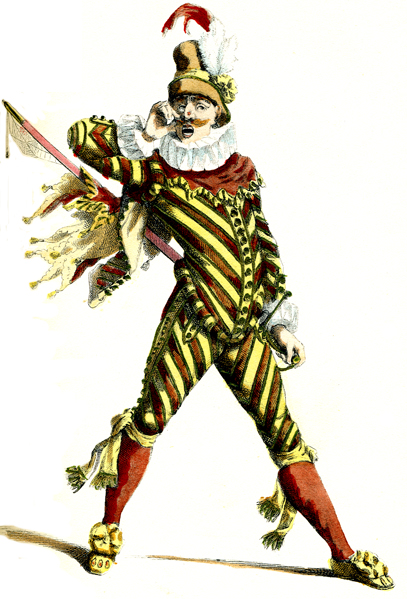
El Capitán, ocupando «el tercer vértice del triángulo satírico del poder».